# Tetčice
Tetčice (deutsch Tetschitz, früher Tetschütz) ist eine Gemeinde in Tschechien. Sie liegt zwei Kilometer südöstlich von Rosice und gehört zum Okres Brno-venkov.

## Geographie
Tetčice befindet sich am rechten Ufer der Bobrava in der Boskowitzer Furche. Das Dorf liegt am westlichen Fuße des bewaldeten Kammes der Bobravská vrchovina. Nordöstlich führt die Autobahn D 1 vorbei, dort liegt auch die Abfahrt 182 Kývalka. Jenseits der Autobahn liegt das Automotodrom Brno. Im Nordosten erheben sich der Kukanec (436 m) und die Hvízdalka (442 m), östlich der Bučín (444 m), im Südosten der Teplý kopec (438 m) und südlich der Herzán (452 m).
Nachbarorte sind Rosice und Ostrovačice im Norden, Na Kříbech, Kývalka und Hvízdalka im Nordosten, Tetčický Mlýn, Dvorek und Omice im Osten, Na Bučině, U Nádraží, Střelice, Radostice und Prštice im Südosten, Špidleny, Hlína und Neslovice im Süden, Kratochvilka und Zbýšov im Südwesten, Babice im Westen sowie Pod Trojicí und Pendrov im Nordwesten.

## Geschichte
Die erste urkundliche Erwähnung des zur Herrschaft Rossitz gehörigen Ortes erfolgte im Jahre 1349. Mehrere Quellen berichten, dass auf dem Bučín im Mittelalter eine gotische Burg gestanden sein soll. Ihr Standort ist ungeklärt, da keine Relikte erhalten sind. Zum Ende des 16. Jahrhunderts wurde am Fuße des Bučín Wein angebaut. Der sich im 19. Jahrhundert entwickelnde Steinkohlenbergbau im Rossitz-Oslawaner Becken veränderte das Leben in dem zuvor rein landwirtschaftlichen Dorf und es siedelten sich Bergarbeiter an. Bis zur Mitte des 19. Jahrhunderts blieb Tetčice immer nach Rossitz untertänig.
Nach der Ablösung der Patrimonialherrschaften bildete Tečice/Tetschütz ab 1850 eine Gemeinde in der Bezirkshauptmannschaft Brünn. Auf Initiative des Ernst Johann Ritter Herring und des Zbeschauer Bergbauunternehmers Anton Rahn wurde die private Brünn-Rossitzer Eisenbahngesellschaft gegründet, die 1852 mit dem Bau der Eisenbahnstrecke Brünn–Strelitz–Rossitz–Segen Gottes begann. Für die zwischen Strelitz und Rossitz entlang der Bobrava trassierte Bahn musste der nördlich von Tetčice aufgestaute Rossitzer Teich trockengelegt werden. 1855 war die Eisenbahnstrecke vollendet; am 2. Januar 1856 fuhr der erste Kohlenzug von Segen Gottes über Brünn nach Wien und am 1. Juli 1856 wurde der Personenverkehr aufgenommen. Neben dem Bahnhof entstand eine Sägemühle und das Dorf wurde nach Norden erweitert. Jenseits des alten Teichdammes entstand die Ansiedlung Na Kříbech. 1874 nahm eine einklassige Dorfschule den Unterricht auf, zuvor war Rossitz Schulort. Der zweiklassige Schulbetrieb wurde 1894 aufgenommen. 1913 bestand das Dorf aus 101 Wohnhäusern. 1921 lebten in den 126 Häusern des Ortes 556 Menschen, diese gehörten mit Ausnahme eines Ukrainers alle der tschechischen Volksgruppe an. 524 der Einwohner waren Katholiken. 1923 erfolgte die Umbenennung des Dorfes in Tetčice. Zwischen 1949 und 1960 gehörte Tetčice zum Okres Rosice zur Bezirksstadt erhoben. Seit 1961 ist die Gemeinde Teil des Okres Brno-venkov. Zwischen 1980 und 1991 war das Dorf nach Rosice eingemeindet. Mit Beginn des Jahres 1992 entstand die Gemeinde Tetčice wieder.

## Gemeindegliederung
Für die Gemeinde Tetčice sind keine Ortsteile ausgewiesen. Zu Tetčice gehören die Ortslage Na Kříbech und die Einschicht Na Bučině.

## Sehenswürdigkeiten
- Kapelle des hl. Florian am Dorfanger, errichtet 1764
- Statue des hl. Johannes von Nepomuk, geschaffen zum Ende des 18. Jahrhunderts auf dem Felsen Skalky am Ortsrand. Zu Füßen des Felsen befindet sich ein von zwei Pylonen mit Reliefs der Jungfrau Maria und des hl. Johannes von Nepomuk flankiertes Kruzifix aus dem Jahre 1850
- Wallfahrtskapelle der Hl. Dreifaltigkeit, mit Kreuzweg auf einem Hügel westlich des Dorfes, erbaut 1691
- Šošolka, Baumgruppe von neun riesigen Buchen am Bučín
- Alte Bobravabrücke